# Sarvepalli Radhakrishnan
Sarvepalli Radhakrishnan, född 5 september 1888 i Thiruttani, Tamil Nadu, död 17 april 1975 i Chennai, Tamil Nadu, var en indisk filosof och Indiens andre president. 

## Biografi
Radhakrishnan är mest känd för sitt intresse för västerländsk filosofi. I sin akademiska karriär anses han ha placerat den indiska filosofin "på kartan". Han var professor i Calcutta 1921-36 och i Oxford 1936-52.
I samband med den indiska självständigheten 1947 lämnade han universitetet för att bli ambassadör vid FN-organet Unesco. Senare blev han landets ambassadör i Moskva. Därefter var Radhakrishnan Indiens vicepresident 1952-62, innan han 1962 valdes till president, en post han innehade till 1967.
Radhakrishnan fick Indiens högsta hedersutmärkelse, Bharat Ratna, 1954.